# Regione di Isaac
La regione di Isaac è una Local Government Area che si trova nel Queensland. Essa si estende su una superficie di 58.685,39 chilometri quadrati e ha una popolazione di 22.588 abitanti. La sede del consiglio si trova a Moranbah.